# Desa Panongan (administrativ by i Indonesien, lat -6,73, long 108,43)
Desa Panongan är en administrativ by i Indonesien.   Den ligger i provinsen Jawa Barat, i den västra delen av landet, 180 km öster om huvudstaden Jakarta.